# Raketa (zbraň)

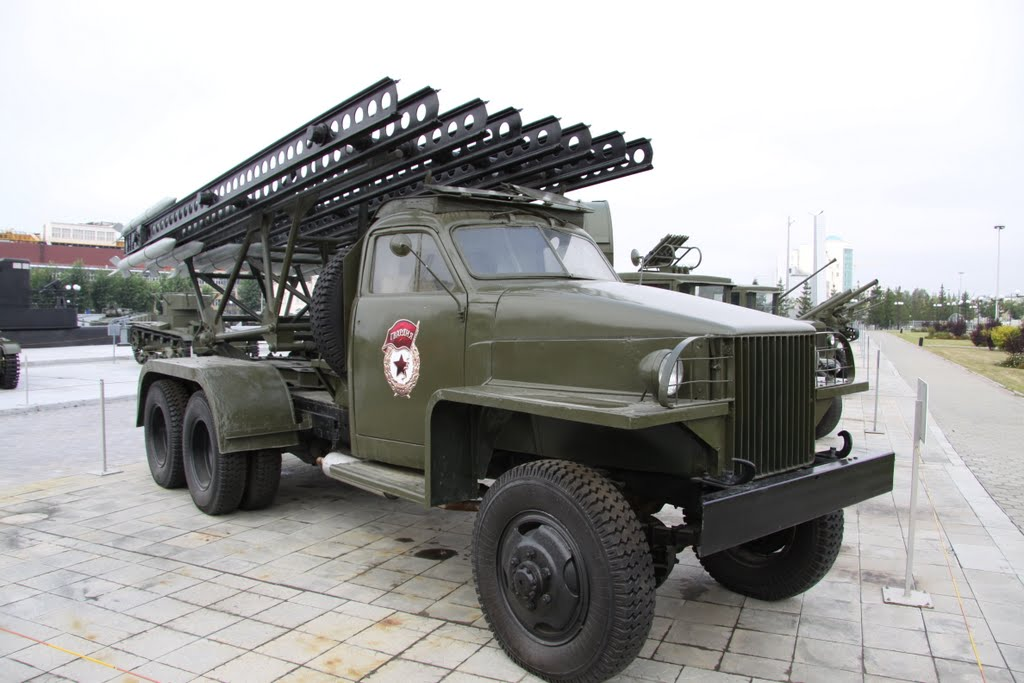
Druhoválečný raketomet BM 13-16 Kaťuša

Raketa je samohybná, neřízená zbraň poháněná raketovým motorem. Rakety se používají v dělostřeleckých systémech především středního a dlouhého dosahu, i když v minulosti se také používaly v systémech vzduch–země, některé jako vzduch–vzduch a také i v několika případech země–vzduch. Příklady moderních raketových systémů země–země zahrnují BM-27 a M270 MLRS.
Ve vojenském žargonu se raketa liší od střely především absencí naváděcího systému (hlavně v ostatních jazycích než čeština, viz anglické výrazy rocket × missile); jedny z prvních střel byly známé jako „řízené rakety“ nebo „řízené střely“. Některé rakety byly vyvinuty jako neřízené systémy a později vylepšeny na řízené verze jako například GMLRS, a termín „raketa“ namísto „střela“ si zachovaly. Rakety nebo střely, které cestují pod vodou, jako např. škval, jsou známé jako torpéda bez ohledu na jejich pohonný systém.
Použití raket jako jakési formy dělostřelectva se datuje do středověké Číny, kde byla používána zařízení jako ohnivé šípy (i když povětšinou jako psychologická zbraň) a postupně se rozšířily do Evropy a na Blízký východ. V průběhu 20. století, kdy přesné výrobní procesy umožnily vyrobit relativně přesné rakety, se rakety staly významnou zbraní.